# Hannes Hopley
Albertus Johannes Hopley, detto Hannes (Pretoria, 26 gennaio 1981), è un ex discobolo e pesista sudafricano.
Campione mondiale juniores nel 2000 a Santiago del Cile, è stato finalista alle olimpiadi di Atene 2004.

## Palmarès
| Anno | Manifestazione               | Sede              | Evento           | Risultato | Misura  | Note |
| ---- | ---------------------------- | ----------------- | ---------------- | --------- | ------- | ---- |
| 1999 | Campionati africani juniores | Tunisi            | Getto del peso   | 5º        | 14,54 m |      |
| 1999 | Campionati africani juniores | Tunisi            | Lancio del disco | Oro       | 54,97 m |      |
| 2000 | Campionati africani          | Algeri            | Lancio del disco | 4º        | 55,42 m |      |
| 2000 | Mondiali juniores            | Santiago del Cile | Lancio del disco | Oro       | 59,51 m |      |
| 2004 | Campionati africani          | Brazzaville       | Lancio del disco | Argento   | 63,50 m |      |
| 2004 | Olimpiadi                    | Atene             | Lancio de disco  | 8º        | 62,58 m |      |
| 2006 | Commonwealth                 | Melbourne         | Getto del peso   | 7º        | 18,44 m |      |
| 2006 | Commonwealth                 | Melbourne         | Lancio del disco | 4º        | 60,99 m |      |
| 2008 | Campionati africani          | Addis Abeba       | Lancio del disco | Oro       | 56,98 m |      |